# Noel Gallagher's High Flying Birds
Noel Gallagher's High Flying Birds je anglická rocková kapela, která vznikla v roce 2011 jako sólový projekt Noela Gallaghera, původního kytaristy a hlavního skladatele Oasis. Kapela sestává z Mikea Rowea, který byl studiovým pianistou Oasis, bubeníka Jeremyho Staceyho z The Lemon Trees, baskytaristy Russella Pritcharda z The Zutons a kytaristy Tima Smithe.

## Diskografie
Studiová alba
- Noel Gallagher's High Flying Birds (2011)
- Chasing Yesterday (2015)
- Who Built the Moon? (2017)
- Council Skies (2023)